# 长裂繁缕
长裂繁缕（学名：Stellaria martjanovii）为石竹科繁缕属的植物。分布于俄罗斯以及中国大陆的新疆等地，多生长在亚高山带瘠薄的石坡，目前尚未由人工引种栽培。